# USS Jallao (SS-368)
L'USS Jallao (SS-368) est un sous-marin de classe Balao construit pour l'United States Navy pendant la Seconde Guerre mondiale.
Construit au chantier naval de la Manitowoc Shipbuilding Company (en) à Manitowoc, sa quille est posée le 29 septembre 1943, il est lancé le 12 mars 1944, parrainé par Mme Oliver G. Kirk et mis en service le 8 juillet 1944, sous le commandement du Lieutenant Commander Joseph B. Icenhower.

## Historique

### Seconde Guerre mondiale
En 1944, comme d'autres sous-marins fabriqués par le constructeur Manitowoc sur la rive du lac Michigan, le Jallao est remorqué jusqu'à La Nouvelle-Orléans. Sa première patrouille de guerre est menée pendant la célèbre bataille du golfe de Leyte, au cours duquel il torpille et coule le croiseur léger japonais Tama, avant de revenir à Majuro.
Des réparations à Midway interrompront sa deuxième patrouille en mer Jaune, après avoir endommagé son périscope à la suite de la tentative d'éperonnage d'un navire d'escorte ennemi.
Lors de sa troisième patrouille, il opère au large de l'île Marcus et de la côte du Japon. Il sauvera des eaux cinq aviateurs abattus, les livrant sains et saufs à Saipan le 12 mai 1945.
Après une formation dans les Mariannes, le Jallao appareille de Guam le 31 juillet pour patrouiller en mer du Japon. Lors de sa dernière patrouille, il torpille et coule le cargo Timoko Maru le 11 août 1945. À la fin des hostilités, le submersible rejoint San Francisco, qu'il atteint le 28 septembre 1945. Il est désarmé au Mare Island Naval Shipyard le 30 septembre 1946, et entre dans la flotte de réserve du Pacifique.

### Après-guerre
Après une conversion en type GUPPY IIA en 1953 à New London, dans le Connecticut, il rejoint le 6e escadron de sous-marin basé à Halifax, en Nouvelle-Écosse. Le Jallao sert dans la marine américaine jusqu'à son désarmement en 1974, après avoir effectué près de 8 000 plongées au cours de ses 30 années de service dans l'US Navy. La même année, il est vendu à l'Espagne et rebaptisé SPS Narciso Monturiol (S-35). Retiré du service le 12 décembre 1984, il est sabordé au large des côtes de Carthagène en 1985.

## Décorations
Le Jallao a reçu quatre battle stars pour son service dans la Seconde Guerre mondiale.